# Viola brauniae
Viola brauniae är en violväxtart som beskrevs av Frederick Orville Grover och T.S. Cooperrider. Viola brauniae ingår i släktet violer, och familjen violväxter. Inga underarter finns listade i Catalogue of Life.